# سامون سامدیکون
سامون سامدیکون (به اندونزیایی: Samaun Samadikun؛ ۱۵ آوریل ۱۹۳۱–۱۵ نوامبر ۲۰۰۶) یک مهندس برق اهل اندونزی بود. او یکی از درخشان‌ترین چهره‌های علمی اندونزی است.
سامون سامدیکون در سال ۱۹۳۱ به دنیا آمد و مدرک دکتری مهندسی برق خود را از دانشگاه استنفورد گرفت. او استاد انستیتو صنعتی باندونگ و بنیانگذار مؤسسه علوم اندونزی بود. سهم او در پژوهش‌های میکرو الکترونیک، برنامه‌های فضایی و رشته‌های مهندسی دانشگاهی هنوز هم طنین‌انداز است.

## بزرگداشت
در سال ۲۰۰۷ اتاق چند منظوره در اداره کل برق و انرژی وزارت انرژی و منابع معدنی اندونزی به نام او نامگذاری شد.
موتور جستجوی گوگل روز پانزدهم آوریل ۲۰۱۶ میلادی، لوگوی گوگل دودل خود را به مناسبت ۸۵مین سالگرد تولد او تغییر داد.